# Atashin'chi
Atashin'chi (あたしンち) és un manga d'humor d'Eiko Kera i una adaptació en anime de la mateixa obra produïda des de l'any 2002 al 2009. L'argument de l'obra tracta la vida quotidiana d'una família japonesa de classe mitjana, els Tachibana. El manga va guanyar la 42a edició del Premi de Manga Bungeishunjū l'any 1996.
Una seqüela en anime anomenada Shin Atashin'chi (新あたしンち, "Nou Atashin'chi") fou emesa al Japó entre el 6 d'octubre de 2015 i el 5 d'abril de 2016.

## Adaptacions

### Manga
Escrit i il·lustrat per Eiko Kera, el manga va començar la seua serialització al Yomiuri Shimbun (el periòdic més venut del Japó) el juny de 1994 fins a la seua fi el novembre de 2015. El primer volum en tankōbon va ser publicat per Media Factory el 26 d'abril de 1995. La publicació del manga retornà després de la seua fi al periòdic al desembre de 2019.

### Anime
Una adaptació a l'anime fou produïda per Shin-Ei Animation i emesa per TV Asahi des del 19 d'abril de 2002 fins al 19 de setembre de 2009, amb una durada de 330 episodis. Els directors d'aquesta adaptació foren Akitarō Daichi i Tetsuo Yasumi, mentre que el compositor de la banda sonora fou Motoi Sakuraba.

## Personatges

### Família Tachibana
- Mare
- Mikan Tachibana
- Yuzuhiko Tachibana
- Pare